# Route nationale 3a (Madagascar)
Pour les articles homonymes, voir Route 3A.
La route nationale 3a (N 3a) est une route nationale s'étendant d'Andilamena  à Vohidiala à Madagascar.

## Description
La N 3a parcourt 180 km dans la région Alaotra-Mangoro au nord-est de la capitale Antananarivo.
Au sortir d'Andilamena, la RN 3a longe la rive occidentale du lac Alaotra, le plus grand lac de Madagascar.

## Parcours
Du nord au sud:
- Andilamena (prolongée par la N 32)
- Ankarefo
- Amboavory
- Tanambe
- Ambohijanahary
- Ambohitrarivo
- Amparafaravola
- Croisement de la N 33 menant à Bejofo et Morarano Gare
- Bejofo
- Croisement de la N 44 près d'Andilanatoby